# Герб Пинежского района
Герб Пинежского района — является официальным символом муниципального образования «Пинежский муниципальный район» Архангельской области.

## Описание герба
«В зелёном поле в серебряной, вызубренной однократно зазубренными зубцами, главой и волнисто выщербленной оконечностью, золотая „резная птица“ (в виде кегли, к которой по сторонам и внизу приложено по одному раскрытому вееру из дощечек с полукруглой выемкой в середине левой грани с завершением, подобным плоскому наконечнику копья), сопровождаемая по сторонам возникающими золотыми избами с выступающими за пределы кровель коньками, завершающимися украшениями наподобие конских голов».

## Обоснование символики
Зелёное поле щита символизирует — надежду, изобилие, свободу и радость. А золотая резная птица в окружении изб, увенчанных охлупенями, говорит о том, что в данном районе промыслы, связанные с резьбой по дереву имеют древние корни. Несмотря на устойчивые христианские традиции, население имеет устойчивые языческие традиции. Золотые избы говорят о том, что население в данном районе жило всегда зажиточно и богато.
Волнистая серебряная оконечность символизирует изобилие рек, а елеобразная глава — говорит о том, что край богат хвойными лесами.

## История герба
В 2009 году распоряжением главы Пинежского района была создана рабочая группа, которая предложила жителям Пинежья поучаствовать в создании герба. В конкурсную комиссию поступило 14 эскизов герба. Основными изображениями на эскизах были лес, река, птица счастья, прялка, солнце, купола.
Собрание депутатов муниципального образования «Пинежский муниципальный район» 12 ноября и 22 декабря 2009 года утвердили герба района, но 9 декабря 2010 года отменили данное решение и утвердили новый вариант герба, являющийся ныне официальным.
Авторы герба: общество с ограниченной ответственностью «АРЕАЛ — ПРИНТ», (г. Кострома)
Герб прошел регистрацию в Геральдическом совете при Президенте Российской Федерации и протоколом № 58 от 29 марта 2011 года ему присвоен № 6714 в Государственном геральдическом регистре Российской Федерации.